# 斎藤干城
斎藤 干城（さいとう かんじょう、明治18年（1885年）12月13日 - 昭和23年（1948年）5月18日）は、日本の医師、陸軍軍人、政治家。最終階級は陸軍軍医中将。鳥取県米子市長。正四位勲一等瑞宝章。

## 経歴
鳥取県米子市尾高町に生まれた。開業医斎藤勇夫の長男。
米子中学（現在の米子東高校）を経て大正元年（1912年）九州帝国大学医学部卒業後、熊本歩兵第13連隊軍医に任官。昭和3年（1928年）、浜田陸軍病院長に就任。昭和5年（1930年）3月、一等軍医正（大佐相当官）に昇進し豊橋陸軍病院長となる。昭和6年（1931年）8月、名古屋陸軍病院長に異動。昭和7年（1932年）12月、第12師団軍医部長となり、第3師団軍医部長に転じた。昭和9年（1934年）12月、軍医監（少将相当官）に進級。昭和10年（1935年）8月、第5師団軍医長に就任し、さらに昭和13年（1938年）3月、関東軍軍医部長へ転じた。
昭和14年（1939年）3月、陸軍軍医中将に任官。同年12月に待命、そして予備役編入となり米子市富士見町で外科医院を開業した。
昭和18年（1943年）、第2代米子市長に推挙され、混乱した戦中および戦後の一時期の市政を担当し、米子医専（現在の鳥取大学医学部）を誘致し設立した。
1947年（昭和22年）11月28日、公職追放仮指定を受けた。

## 家族

### 斎藤家
（岡山県、鳥取県米子市尾高町）
- 父・勇夫（医師）

元米子市長野坂寛治によると｢斎藤先生は前米子市長干城氏の先考で、赤松が五六本ニョロニョロとのぶ処、通路を残して草茂るままに繁昌するが如くせざるが如く、ある一部の患家からは狂信に近い信頼をうけて八十有余の一生を終られた。米子中学校医として実に三十有余年狷介人を許されぬ半面に温玉の如き慈愛があり、ハイカラな一面に寸鉄骨を刺す皮肉があった。時には花札も弄し時に浅酌低唱の興もある。漢詩に巧みであり飛ぶが如き洒脱な筆跡はその人の如くであった。
（中略）法城寺の自然石の墓標は先生の生前自ら建てられた所で裏面に自伝を記され、もと備中産米子に来って医を開業して三十年とか四十年未だ富まずとあったのをこれも友人等がこの未富の二字の抹殺を申出たそうだから今は彫付けてあるか否か知らぬが、平易に綴られた漢文だから志ある学生諸君は一応読むがよい。｣という。